# Sectoculus carinatus
Sectoculus carinatus är en insektsart som beskrevs av Morrison 1973. Sectoculus carinatus ingår i släktet Sectoculus och familjen dvärgstritar. Inga underarter finns listade i Catalogue of Life.